# Романов, Артём Витальевич
Артём Витальевич Романов, (род. 3 июня 1979, Целиноград, Казахская ССР) — казахстанский певец, композитор, аранжировщик, звукорежиссёр. Лауреат Республиканских и Международных конкурсов и фестивалей. С 1998 по 2006 год был солистом Президентского Оркестра Республиканской Гвардии РК.

## Биография
Артём родился в творческой и музыкальной семье. Его отец Виталий Романов — профессиональный барабанщик. В 9 лет Артём стал солистом группы «Джинсовые облака». В 1996 году окончил Математико-экономический лицей № 1 и музыкальную школу № 3 по классу фортепиано, а затем поступил в Евразийский университет имени Л. Н. Гумилева на факультет культуры и искусства.
Будучи первокурсником, в 1997 стал дипломатом республиканского конкурса молодых исполнителей «Жас Канат». На конкурсе Артём исполнял собственную песню «Музыка Дождя» и народную казахскую песню «Кара торгай». Артёму присудили и специальный приз «Самому активному и энергичному участнику».
В 1998 году завоевал Гран-при на международном конкурсе «Шабыт» и стал лауреатом международного телевизионного конкурса «Утренняя звезда»".
С 1998 по 2006 год являлся солистом Президентского оркестра Республиканской Гвардии РК. В этот период принимал активное участие в официальных мероприятиях, в концертах по городам Казахстана а также за рубежом.
В 2005 году написал песню «Казахстан», на которую был снял видеоклип. Ко Дню Независимости Республики указом Президента Республики Казахстан от 12 декабря 2005 года Артём Романов был награждён медалью «Ерен еңбегі үшін».
Артём был приглашен в качестве звукорежиссёра для записи концерта греческой и казахской музыки (Астана, 18 ноября 2009, Президентский Центр Культуры). Был главным звукорежиссёром на концертах: открытие председательства Казахстана в ОБСЕ (Вена, январь 2010, Дворец Ховбург), дни культуры Казахстана в Южной Корее (Сеул, апрель 2010) и Индии (Нью-Дели, май 2011). Запись, сведение и мастеринг Хора Успенского Собора г. Астана (февраль 2012).
Возглавляет звукозаписывающую студию — ARmix studio (аранжировщик, композитор).
На сегодняшний день Артём написал более шестидесяти музыкальных произведений в разных стилях и направлениях, включая саундтреки. В его первый альбом «Для тебя» вошли песни и инструментальная музыка". Так же в репертуаре есть народные песни на казахском языке, хиты 80-х на русском и английском языках, и тематические песни к свадьбам, новому году и т. д.

## Дискография
- «Для тебя» — 2006